# Физешти (Хунедоара)
Физешти (рум. Fizești) насеље је у Румунији у округу Хунедоара у општини Пуј. Oпштина се налази на надморској висини од 472 m.

## Становништво
Према подацима из 2002. године у насељу је живело 419 становника, од којих су сви румунске националности.